# Кроуновка
Кроуно́вка — село в Уссурийском городском округе Приморского края. Входит в Пушкинскую территорию.
Село основано корейскими переселенцами в 1869 г. и названо в честь вице-адмирала Российского флота, исследователя Дальнего Востока Александра Егоровича Кроуна (1823—1900).

## География
Село Кроуновка стоит на реке Кроуновке, примерно в двух километрах до впадения её в реку Борисовка.
Село Кроуновка расположено к юго-западу от Уссурийска, расстояние по прямой около 20 км.
Дорога к селу Кроуновка идёт на юго-запад от села Борисовка через Корсаковку. Расстояние до Корсаковки около 4 км, до Борисовки около 14 км, до Уссурийска около 29 км. В 2015 г. при ликвидации последствий тайфуна «Гони» мост через р. Кроуновку был случайно разрушен спасательной техникой.
В двух километрах юго-восточнее Кроуновки находится село Яконовка (дорога в Яконовку идёт через Корсаковку).

## Археология

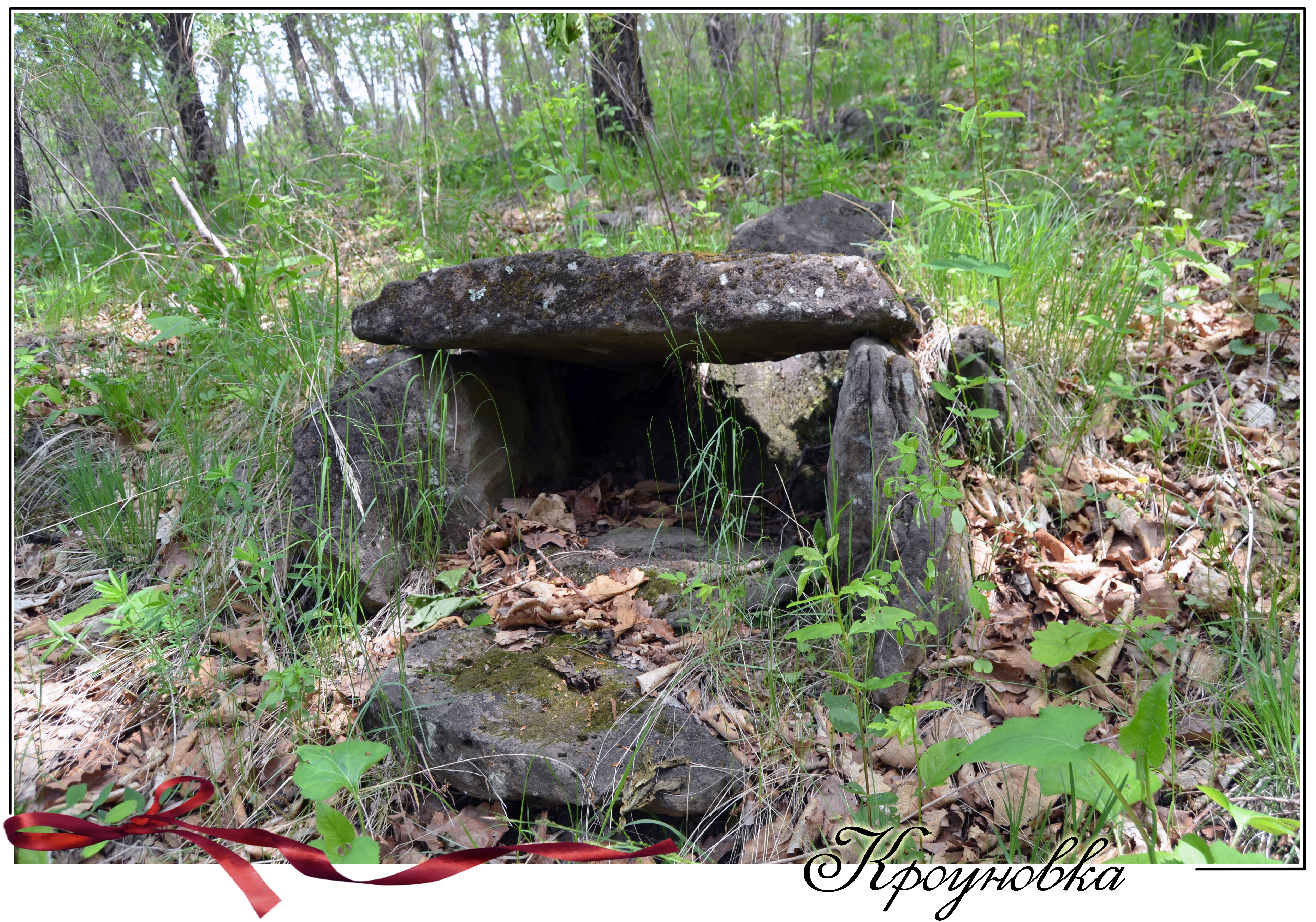
Коруновский дольмен.

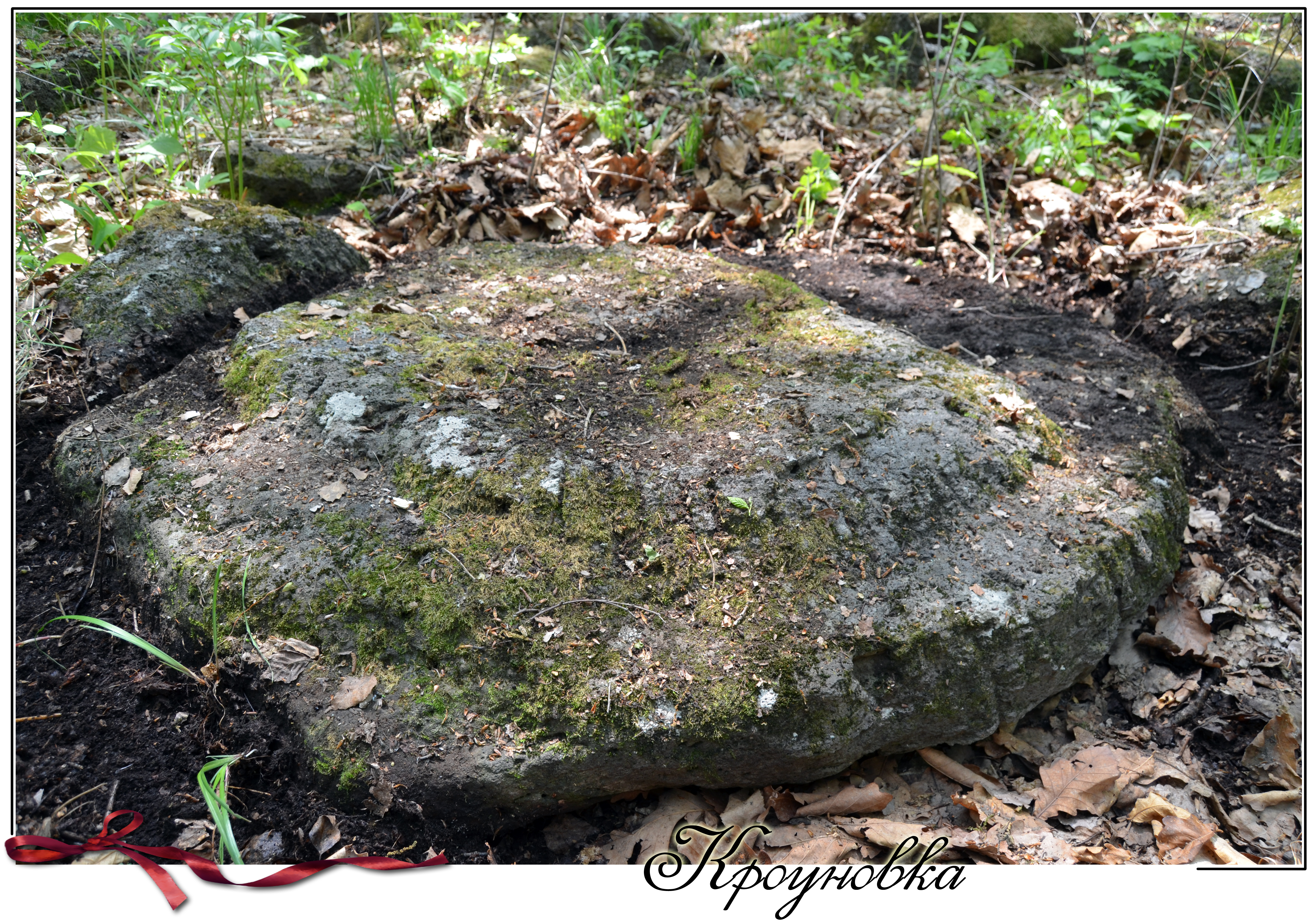
Одна из обработанных глыб на комплексе Кроуновка-мегалиты.

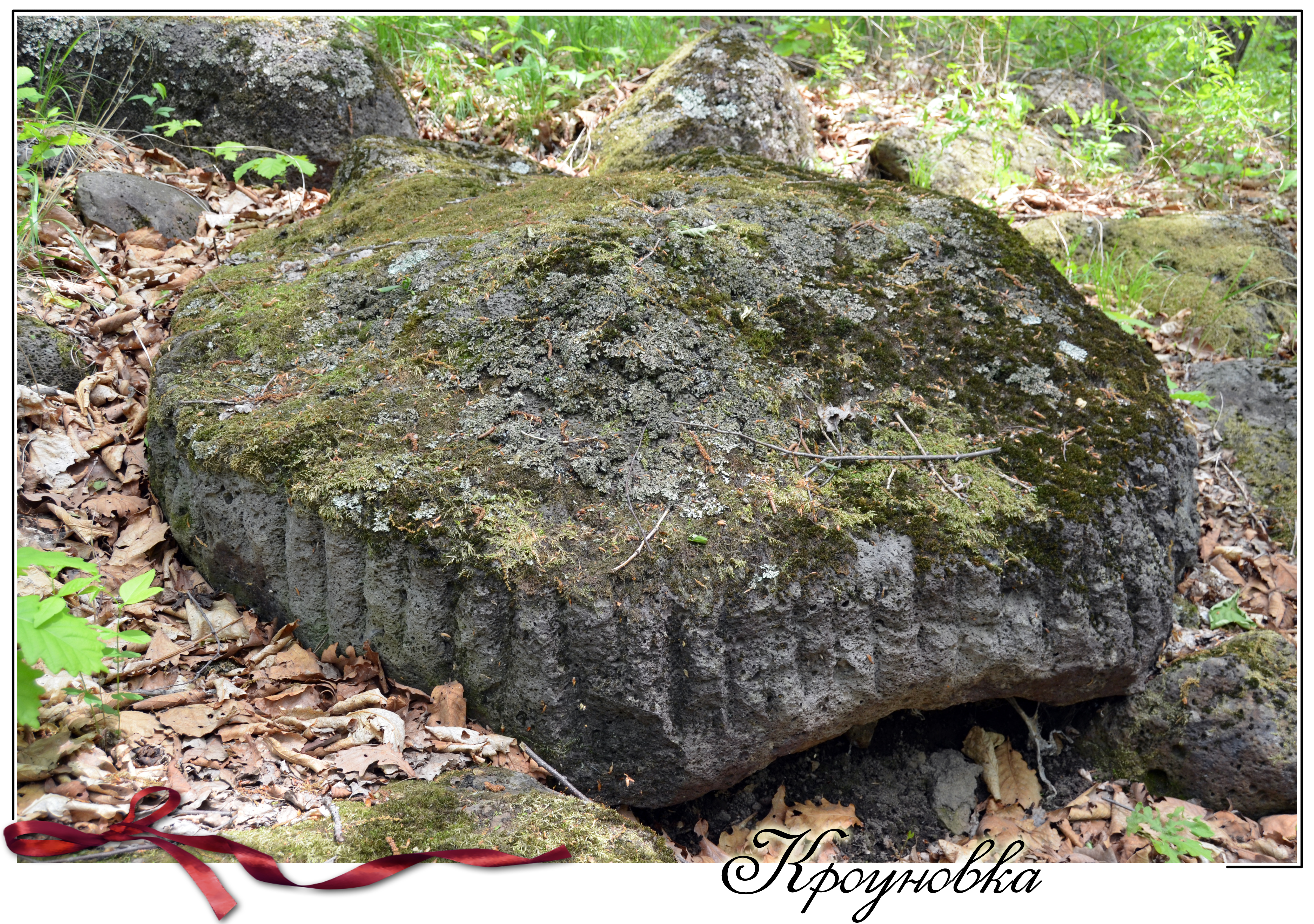
Ещё одна обработанная глыба на комплексе Кроуновка-мегалиты.

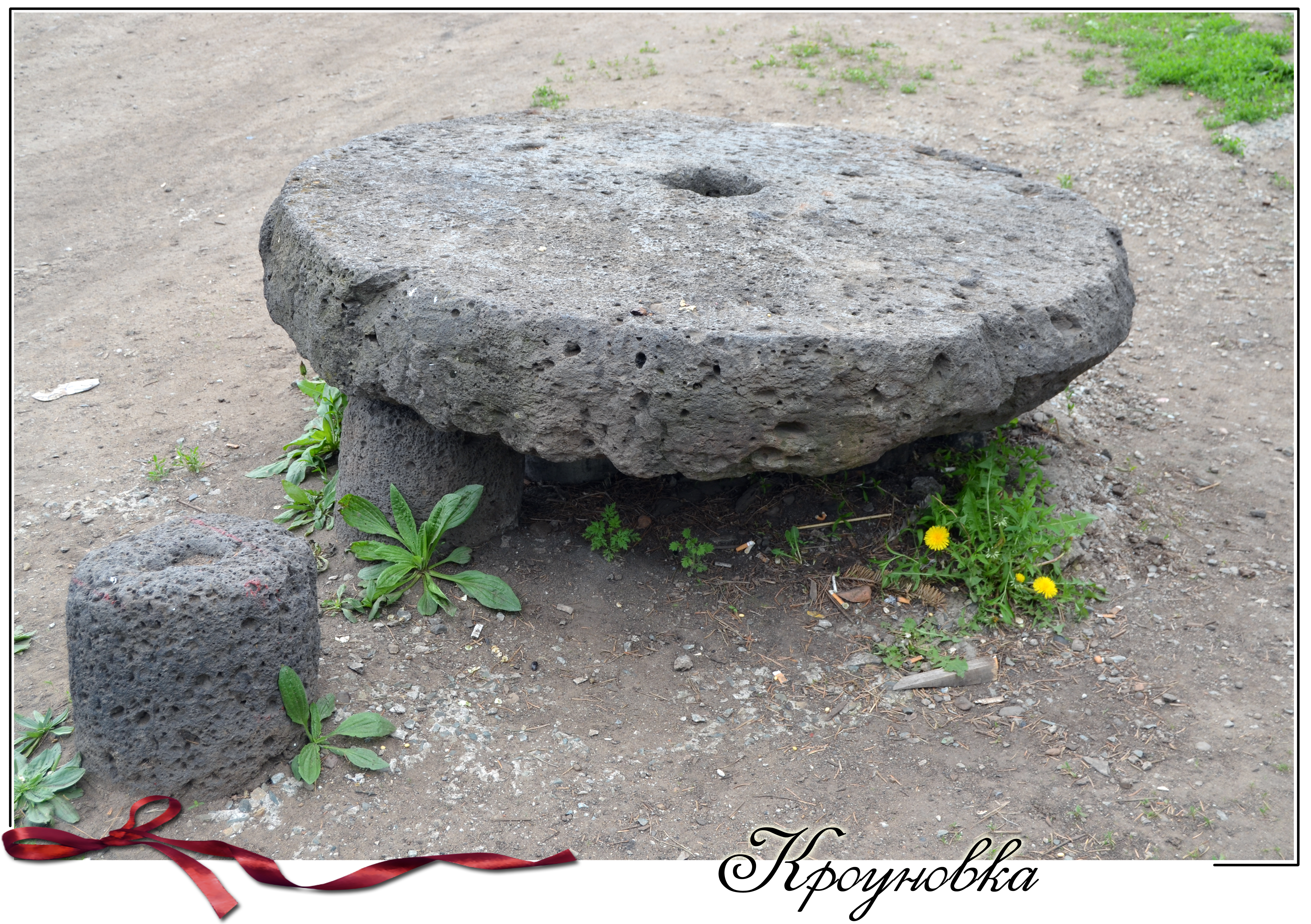
Жернов корейских переселенцев на базе охотников.

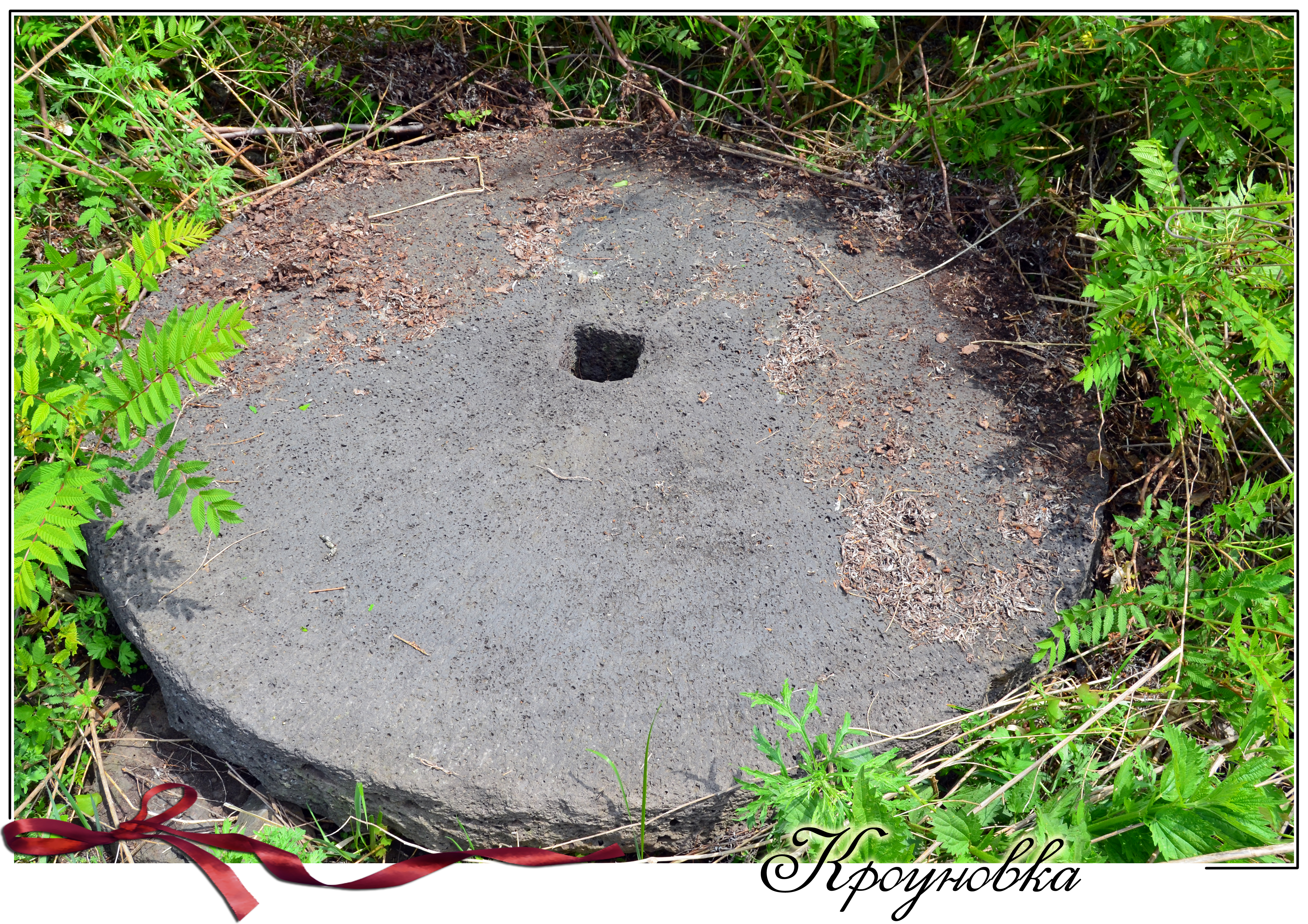
Жернов корейских переселенцев в лесу.

В окрестностях села располагаются более полусотни археологических памятников всех исторических эпох, известных на территории Приморья. Материалы эпохи палеолита выявлены в процессе раскопок на сопке Копыто, а также на археологических памятниках Кроуновка-2 и Кроуновка-3.
Неолитическая эпоха представлена памятниками зайсановской археологической культуры. В процессе раскопок поселения Кроуновка-1 в 2002—2003 годах здесь были выявлены следы древнейшего в Приморье земледелия, датированные XXIX—XXVIII вв. до н. э. Также неолитический материал обнаружен при раскопках поселения Кроуновка-21.
В бронзовом веке окрестности села также были активно освоены. Раскопки производились на поселениях Кроуновка-21, где найден древнейший в южном Приморье металл, и на Кроуновке-5. Другими поселениями этой эпохи являются Кроуновка-33, Кроуновский ключ и Малая Кроуновка-2.
Железный век представлен тремя археологическими культурами. Самыми ранними являются поселения континентального варианта янковской культуры. Наиболее крупным из них является Кроуновка-16. Почти два десятка поселений относятся к кроуновской культуре. Наиболее активные раскопки производились в 1960-е и 1980-е годы на поселении Кроуновка-1, давшем название всей культуре. На этом же поселении выявлены и артефакты ольгинской культуры.
Материалы мохэской культуры раннего средневековья обнаружены пока только на одном археологическом памятнике — Медвежий ключ.
Созданное мохэсцами государство Бохай активно использовало эту территорию. В окрестностях современного села обнаружено более двух десятков бохайских поселений, одно из которых — Абрикосовское селище — неоднократно раскапывалось археологами Института истории, археологии и этнографии ДВО РАН и Дальневосточного государственного университета. Но самыми уникальными археологическими памятниками бохайского времени являются буддийские храмы. Копытинский храм раскопан в 1959—1960 гг., Абрикосовский храм раскапывался в 1961 г. Дворы обоих храмов активно исследовались в 1990-е годы, в том числе международными экспедициями. Третий храм — Корсаковский — раскопан в 1993 г.
Отдельных чжурчжэньских поселений в окрестностях Кроуновки на данный момент не известно, но чжурчжэньские изделия выявлены на Кроуновке-1 и Павлиновке-1.

## Население
| 1884 | 1897 | 1900 | 1912 | 1915 | 2002 | 2010 |
| ---- | ---- | ---- | ---- | ---- | ---- | ---- |
| 484  | ↗688 | ↗737 | →737 | ↘616 | ↘613 | ↘594 |